# Sam Tsui
Samuel « Sam » Story Tsui, né le 2 mai 1989 à Blue Bell, Pennsylvanie est un chanteur et musicien sino-américain qui s'est fait connaître grâce à internet et notamment au site de partage de vidéos YouTube. Il s'est spécialisé dans la reprise de titres populaires, parfois à travers des medleys ou des mashups. Il vit actuellement à New Haven, Connecticut. Son premier album Make It Up est sorti le 12 mai 2013.

## Biographie
Samuel Tsui est né à Blue Bell, en Pennsylvanie. Tsui est d'origine chinoise et a grandi à une rue de celle où vivait Kurt Schneider, son producteur et accompagnateur, avec lequel il a étudié à la Wissahickon High School,. Il étudie ensuite à l'université Yale où il est membre du Davenport College et de The Duke's Men of Yale, un groupe de chant a cappella.
Les collaborations entre Tsui et Schneider ont commencé au lycée sur un clavier électronique, du matériel d'enregistrement primitif, et le logiciel GarageBand. Ils développent ensemble à partir de 2009 une petite websérie nommée College Musical. Ils y parodient la série de films High School Musical. En août 2015, la chaîne YouTube « KurtHugoSchneider » avait plus de 1,3 milliard de pages vues au total et plus de 5,9 millions d'abonnés. La vidéo la plus visionnée est Just a Dream, avec plus de 150 millions de vues. Ses vidéos ont été décrites par Times comme un mélange de Glee et de L'Attaque des Clones.

## Discographie

### The Covers
L'album The Covers est sorti sur iTunes Store le 9 février 2010 sous le label Sh-K-Boom Records,.
| No  | Titre | Artiste original                         | Durée |
| --- | --- | ---------------------------------------- | ----- |
| 1.  | Michael Jackson Medley ("The Way You Make Me Feel" / "ABC" / "I'll Be There" / "Man in the Mirror" / "Smooth Criminal" / "Billie Jean" / "Thriller" / "Beat It") | Michael Jackson / The Jackson 5          | 3:41  |
| 2.  | Down | Jay Sean                                 | 3:13  |
| 3.  | Don't Stop Believin' | Journey                                  | 3:50  |
| 4.  | Halo | Beyoncé                                  | 3:13  |
| 5.  | Breaking Free (avec Allison Williams) | Drew Seeley, Zac Efron & Vanessa Hudgens | 3:27  |
| 6.  | You and I Both | Jason Mraz                               | 3:31  |
| 7.  | Run | Snow Patrol                              | 4:41  |
| 8.  | Thinking of You | Katy Perry                               | 2:31  |
| 9.  | Lady Gaga Medley ("Bad Romance" / "Just Dance" / "LoveGame" / "Poker Face" / "Paparazzi")                                                                        | Lady Gaga                                | 2:55  |
| 10. | Fireflies | Owl City                                 | 3:37  |

### DJ Got Us Falling in Love
Le 10 octobre 2010, un mini album sort chez Mud Hut Digital. Il contient trois reprises :
| No | Titre                     | Artiste original        | Durée |
| -- | ------------------------- | ----------------------- | ----- |
| 1. | DJ Got Us Fallin' in Love | Usher featuring Pitbull | 3:42  |
| 2. | Replay                    | Iyaz                    | 3:35  |
| 3. | Heaven                    | Bryan Adams             | 3:22  |

### Make it up
En mai 2013, Tsui sort son premier album de chanson originales, Make it up. C'est à nouveau une collaboration avec Kurt Hugo Schneider. Il contient 14 titres dont 2 collaborations : une avec Lindsey Stirling et une avec Kina Grannis, toutes deux des youtubeuses connues.
Liste des chansons :
1. Make it up
2. Grey area
3. Shadow
4. Wherever you are
5. Me without you
6. Heads up (ft. Lindsey Stirling)
7. Naive
8. Story
9. Bring me the night (ft. Kina Grannis)
10. Open up the sky
11. Worth it
12. Walking backwards
13. Next best thing
14. Don't want an ending (acoustic)

Une vidéo avec les paroles officielles de Me without you est sortie le 23 avril 2013 sur la chaine officielle Youtube de Kurt. Depuis, ils ont réalisé de vrais vidéoclips pour les chansons Make it up, Grey area, Shadow, Bring me the night et Worth it. Il existe également une vidéo pour la chanson non-acoustic Don't want an ending et une vidéo pour la version spéciale de Wherever you are utilisant uniquement les sons d'une voiture Kia Soul Beatscout avec Fresh Big Mouth.

### Singles
Tsui a sorti neuf singles dont deux chansons originales sous le label NoodleHouse Records et  sept reprises sous Mud House Digital,.
| Année | Titre et artiste original                              |
| ----- | ------------------------------------------------------ |
| 2010  | If I Die Young (The Band Perry)                        |
| 2010  | Don't Want an Ending                                   |
| 2010  | King of Anything (Sara Bareilles)                      |
| 2010  | The Only Exception (Paramore featuring Kurt Schneider) |
| 2011  | Imagine (avec AHMIR)                                   |
| 2011  | Hold It Against Me (Britney Spears)                    |
| 2011  | Start Again                                            |
| 2011  | Jar of Hearts (Christina Perri)                        |
| 2011  | Born This Way (Lady Gaga)                              |
| 2011  | Rolling in the Deep (Adele)                            |

## Vie privée
Il est marié depuis le 16 avril 2016 au chanteur Casey Breves, qu'il a rencontré à l'université.